# Mepar
Mepar is een bestuurslaag in het regentschap Lingga van de provincie Riau-archipel, Indonesië. Mepar telt 888 inwoners (volkstelling 2010).